# Utz (roman)
Pour les articles homonymes, voir Utz.
Utz est un roman de l'auteur britannique Bruce Chatwin,  publié en 1988 chez Jonathan Cape.

## Résumé
Le roman suit les aventures de Kaspar Utz qui vit en Tchécoslovaquie pendant la guerre froide. Utz collectionne des sujets en porcelaine de Meissen et trouve des moyens de voyager hors du bloc de l'Est pour acquérir de nouvelles pièces. Alors qu'il a possibilité de faire défection, comme il est incapable d'emmener sa collection avec lui, il est ainsi un prisonnier de sa collection qu'il ne peut abandonner.

## Distinction
- 1988 : Finaliste Prix Booker

## Adaptation cinématographique
Le roman a été adapté par le néerlandais George Sluizer dans le film sorti en 1992, Utz, la passion de l'art, avec Brenda Fricker, Peter Riegert et Armin Mueller-Stahl dans les rôles principaux.